# Paul Gleason
Paul Xavier Gleason (Jersey City, Nueva Jersey, 4 de mayo de 1939-Burbank, California, 27 de mayo de 2006) fue un actor estadounidense de cine y televisión.

## Biografía
Nació en Jersey City, Nueva Jersey y fue criado en Miami. Estudió en la North Miami High School y en la Universidad Estatal de Florida donde jugó Fútbol americano. Firmó un contrato para jugar béisbol en las ligas menores con los Cleveland Indians, pero no logró ingresar a las ligas mayores.
Además de su carrera en la actuación, participaba anualmente en varios eventos de golf. Contrajo matrimonio con Susan Kehl y con ella tuvo dos hijas. Falleció el 27 de mayo de 2006 en un hospital en Burbank, California, por un mesotelioma, una especie de cáncer de pulmón asociado a la exposición a amianto, que se cree contrajo en sitios de construcción mientras trabajaba para su padre cuando era adolescente.

## Carrera
Gleason se dio a conocer interpretando al Dr. David Thornton en la serie All My Children, entre 1976 y 1978. Es quizá mejor recordado por su personaje Richard Vernon, el disciplinario rector de la película El club de los cinco (1985). Interpretó a ese personaje en varias ocasiones, incluyendo un vídeo musical del grupo A*Teens, en la serie televisiva Boy Meets World' (aunque el personaje era un decano) y en la película Not Another Teen Movie.
También es conocido por los fanes de Star Wars por su rol como Jeremitt Towani en la película para televisión Ewoks: The Battle for Endor (1985). Además interpretó al jefe de policía Dwayne T. Robinson en la película Die Hard, así como también al alcalde Thomas J. "Long Tom" Roberts en la película Doc Savage: The Man of Bronze (1975), y apareció en muchas películas y series televisivas menos conocidas.
En 1983, participó en la película Entre pillos anda el juego, encarnando al corrupto Clarence Beeks, uno de los villanos de la película. En 1986 apareció en The A-Team (El Equipo A) interpretando a Harry, un boxeador perseguido por la mafia, en el episodio número 21 de la cuarta temporada, "Todos quieren a Harry". También apareció en otro episodio de la serie como villano, concretamente el episodio 4 de la temporada 3, titulado "Fuego".